# Polyarthra
Genre
Polyarthra est  un genre de rotifères de la famille des Synchaetidae.

## Liste d'espèces
Selon Catalogue of Life (20 août 2017) :
- Polyarthra bicerca Wulfert 1956 ;
- Polyarthra dissimulans Nipkow 1952 ;
- Polyarthra dolichoptera Idelson 1925 ;
- Polyarthra euryptera Wierzejski 1891 ;
- Polyarthra indica Segers & Babu 1999 ;
- Polyarthra leleki Koste & Tobias 1989 ;
- Polyarthra longiremis Carlin 1943 ;
- Polyarthra luminosa Kutikova 1962 ;
- Polyarthra major Burckhardt 1900 ;
- Polyarthra minor Voigt 1904 ;
- Polyarthra platyptera Ehrenberg 1838 ;
- Polyarthra remata Skorikov 1896 ;
- Polyarthra trigla Ehrenberg 1834 ;
- Polyarthra vulgaris Carlin 1943.

Selon ITIS (20 août 2017) :
- Polyarthra bicera ;
- Polyarthra dissimulans ;
- Polyarthra dolichoptera Idelson, 1925 ;
- Polyarthra euryptera Wierzejski, 1891 ;
- Polyarthra hexaptera ;
- Polyarthra luminosa ;
- Polyarthra major Burckhardt, 1900 ;
- Polyarthra minor Voigt ;
- Polyarthra remata Skorikov, 1896 ;
- Polyarthra trigla Ehrenberg ;
- Polyarthra vulgaris Carlin, 1943.

Selon NCBI (20 août 2017) :
- Polyarthra dolichoptera ;
- Polyarthra remata ;
- Polyarthra vulgaris ;
- Polyarthra dolichoptera complex sp. UO-2013.

Selon World Register of Marine Species (20 août 2017) :
- Polyarthra dolichoptera Idelson, 1925 ;
- Polyarthra major Burckhardt, 1900 ;
- Polyarthra remata Skorikov, 1896 ;
- Polyarthra vulgaris Carlin, 1943.